# Jirō Osaragi

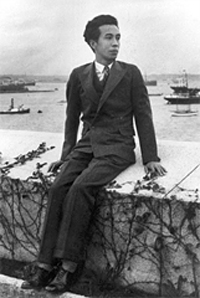
Jirō Osaragi

Jirō Osaragi (大佛 次郎, Osaragi Jirō, 4 octobre 1897 – 30 avril 1973) est le nom de plume d'un populaire écrivain japonais de l'ère Shōwa, surtout connu pour ses romans de fiction historique, parus en feuilleton dans les journaux et magazines. Son véritable nom est Haruhiko Nojiri (野尻 清彦, Nojiri Haruhiko).

## Biographie

### Jeunesse
Jirō Osaragi naît à Yokohama. Son père est un charpentier pour temples bouddhistes originaire de la province de Kii, qui a reconstruit un certain nombre de bâtiments principaux et portes de temples renommés. Son frère ainé, Hōei Nojiri, est un astronome et universitaire réputé de littérature anglaise.
Diplômé avec les honneurs de l'école primaire Jinjo de Shirogane, il écrit plus tard dans ses mémoires qu'il a souhaité devenir écrivain en sixième année, quand la fille de Kosugi Tengai était une de ses camarades de classe. Il fréquente ensuite le lycée Furitsu Daiichi. Encore lycéen, il publie sa première œuvre, Ichiko Romance, qui décrit la vie dans le dortoir de l'école. Il s'intéresse également au théâtre.
Osaragi est inscrit au département de science politique de l'université impériale de Tokyo, où il développe un sens aigu de la résistance à l'autoritarisme. Après ses études, il obtient une affectation comme enseignant au lycée pour filles de Kamakura (aujourd'hui lycée Kamakura Jogakuin), situé à Kamakura dans la préfecture de Kanagawa. En raison de ses compétences linguistiques, il est recruté par le Ministère des Affaires étrangères en 1922, et travaille pendant un an environ au bureau des traités. Cependant, après le séisme de 1923 de Kantō, il décide de se consacrer à plein temps à l'écriture.

### Carrière littéraire
En 1924, Osaragi Jirō publie son premier roman historique populaire, Hayabusa no genji, paru en feuilleton dans le magazine, Pocket. À cette époque, il vit à Kamakura derrière le célèbre Grand Bouddha de Kamakura (鎌倉大仏, Kamakura Daibutsu). Le kanji pour « Daibutsu » peut aussi être lu « Osaragi », coïncidence à l'origine de son nom de plume, Osaragi Jirō. Cependant, le choix de son nom de plume de « Osaragi » n'est pas une simple fantaisie : La branche Osaragi du clan Hōjō qui descend de Hōjō Tokifusa, est composée de guerriers selon la chronique Taiheiki de l'époque de Kamakura. Leurs terres étaient situées près du Grand Bouddha.
Les romans de fiction populaires d'Osaragi situés dans un contexte historique tels que Kurama Tengu (1924–1959), Teru hi kumoru hi (« Jours ensoleillés jours nuageux », 1926–1927) et Akō rōshi (« Fidèles obligés d'Ako », 1927-1928), paraissent en feuilleton dans les journaux et magazines, et lui gagne un énorme lectorat. Beaucoup sont ensuite adaptés en films et séries télévisées, avec Kanjūrō Arashi par exemple, qui se fait une renommée en incarnant le personnage de Kurama Tengu.
Cependant, Osaragi écrit également des œuvres de fiction contemporaine comme Shiroi ane (« Sœur blanche ») et Kiribue (« Flûte du brouillard »). Kikyō (« Retour à la maison », 1948) décrit la colère de l'auteur face aux attitudes mesquines qui apparaissent après la Seconde Guerre mondiale, et reçoit le prix de l'Académie japonaise des arts en 1950. Osaragi remporte également le prix Asahi en 1952. En 1964, il est décoré de l'Ordre de la Culture par le gouvernement japonais.
Profondément influencé par la culture et la littérature française, Osaragi écrit un certain nombre d'ouvrages où se dévoile sa profonde compréhension des événements controversés en Europe : Dorefyus jiken (« L'affaire Dreyfus »), Buranje shogun no higeki (« la tragédie du général Boulanger »), et Pari moyu (« Paris brûle », une histoire de la Commune de Paris). Quand il meurt en 1973 à l'âge de 75 ans, il travaille encore sur Tennō no seiki (« Le siècle des empereurs »), chronique historique basée sur l'histoire spirituelle du peuple japonais.

### Vie privée
Osaragi réside à Kamakura dans la préfecture de Kanagawa de 1921 jusqu'à sa mort en 1973. Osaragi, qui est un personnage central dans la vie littéraire de Kamakura, fait passionnément campagne pour la protection de la beauté scénique de la ville. Lorsque des promoteurs immobiliers menacent le flanc de la montagne derrière le célèbre Tsurugaoka Hachiman-gū de Kamakura, il se joint avec un certain nombre de lettrés et d'artistes célèbres (dont Hideo Kobayashi, Tatsuo Nagai, Yasunari Kawabata, Riichi Yokomitsu, Itō Shinsui, Kiyokata Kaburagi), qui demeurent à Kamakura pour s'opposer au projet. Cette action de résistance est à l'origine de la fondation du Japan National Trust, créé sur le modèle du National Trust de Grande-Bretagne, qui a réussi à préserver l'ambiance historique de Kamakura et des parties d'autres villes à travers le Japon.
Osaragi Jirō est connu pour son amour des chats. Amis et voisins affirment qu'il nourrit au moins 500 chats semi-sauvages dans sa maison de Kamakura.
Osaragi sert également deux mois au sein du cabinet du Premier ministre, le prince Naruhiko Higashikuni, en tant que conseiller.
Osaragi meurt d'un cancer du foie en 1973 à l'âge de 75 ans. Sa tombe se trouve au Jufuku-ji à Kamakura. En dépit de la longue association d'Osaragi avec Kamakura, en raison d'un différend sur les droits de succession, ses manuscrits et des objets sont remis à la ville de Yokohama par ses héritiers, où ils forment maintenant la collection du musée commémoratif Osaragi Jirō. Son ancienne maison à Kamakura reste dans des mains privées, et est ouverte (occasionnellement) au public.
Après sa mort, le quotidien Asahi Shimbun fonde un prix littéraire à sa mémoire, le prix Jirō Osaragi, décerné au meilleur livre publié au Japon dans le domaine des sciences sociales.

## Œuvres traduites en français
- 1929 : Les 47 Rônins (Akō rōshi (赤穂浪士?)), traduit par Jacques Lalloz, Éditions Philippe Picquier, 2007 ; réédition Picquier poche, 2015.
- 1948 : Retour au pays (Kikyō), traduit par Kikou Yamata, Albin Michel, 1962.

## Adaptations de ses œuvres au cinéma
- 1928 : Kurama Tengu (鞍馬天狗?) de Teppei Yamaguchi
- 1937 : Avalanche (雪崩, Nadare?) de Mikio Naruse
- 1942 : Kurama Tengu (鞍馬天狗?) de Daisuke Itō
- 1950 : Les Sœurs Munakata (宗方姉妹, Munakata kyōdai?) de Yasujirō Ozu
- 1951 : Le Palanquin mystérieux (おぼろ駕籠, Oborokago?) de Daisuke Itō
- 1961 : Akō rōshi (赤穂浪士?) de Sadatsugu Matsuda
- 1964 : Kojiki taishō (乞食大将?) de Tokuzō Tanaka